# ناحیه بنتون، شهرستان ایتون، میشیگان
ناحیه بنتون (به انگلیسی: Benton Township) یک منطقهٔ مسکونی در ایالات متحده آمریکا است که در شهرستان ایتون، میشیگان واقع شده‌است.
 ناحیه بنتون ۸۷٫۴ کیلومتر مربع مساحت و ۲٬۷۱۲ نفر جمعیت دارد و ۲۶۸ متر بالاتر از سطح دریا واقع شده‌است.